# Yed Posterior
Yed Posterior (epsilon Ophiuchi) is een ster in het sterrenbeeld Slangendrager (Ophiuchus).